# Andrea Motis
Andrea Motis (Barcellona, 9 maggio 1995) è una cantante, trombettista e sassofonista spagnola.
Si forma musicalmente alla tromba e poi al sassofono a 7 anni nella scuola di musica comunale di Sant Andreu, un sobborgo di Barcellona. Nel 2007 a 12 anni ha iniziato a collaborare con la Sant Andreu Jazz Band, guidata dal musicista Joan Chamorro.
Nel 2010, a 15 anni registra come cantante solista l'album jazz intitolato Joan Chamorro presenta Andrea Motis. Si è esibita al festival jazz di Barcellona 2012, salendo sul palco insieme a Quincy Jones. Nel 2017 pubblica per l'importante casa discografica Impulse! l'album Emotional Dance.

## Discografia
- Joan Chamorro presenta Andrea Motis (Temps, 2010)
- Feeling Good with Joan Chamorro (Temps, 2012; Whaling City Sound, 2015)
- Motis Chamorro Quintet Live at Jamboree (Swit, 2013)
- Coses Que Es Diuen Però Que No Es Fan (DiscMedi, 2014)
- Motis Chamorro Big Band Live (2014)
- Live at Casa Fuster (2014)
- Live at Palau de la Música (Jazz to Jazz, 2015)
- He's Funny That Way (Impulse!, 2016)
- Emotional Dance (Impulse!, 2017)
- Do Outro Lado Do Azul (Verve, 2019)

### Collaborazioni
- Miles Tribute Big Band, Sketches of Catalonia (2011)
- Marató de TV3 (2011)
- Sant Andreu Jazz Band: Jazzing 12 vol 2 (Temps Record, 2021)
- Joan Chamorro: Joan Chamorro Presenta's Big-Band (Jazz To Jazz, 2022)
- Joan Chamorro: Remembering Toni Belenguer (Jazz To Jazz, 2022)
- Andrea Motis, WDR Big Band Cologne, Mike Mossman: Colors & shadows (Jazzline, 2021)